# Karlova Ves (powiat Rakovník)
Karlova Ves – miasteczko i gmina w Czechach, w powiecie Rakovník, w kraju środkowoczeskim. Według danych z dnia 1 stycznia 2021 liczyła 136 mieszkańców.